# Малверн (Арканзас)
Малверн (англ. Malvern) — місто (англ. city) в США, адміністративний центр округу Гот-Спрінгс штату Арканзас. Населення — 10 867 осіб (2020).

## Географія
Малверн розташований на висоті 96 метрів над рівнем моря за координатами 34°22′11″ пн. ш. 92°49′11″ зх. д. / 34.36972° пн. ш. 92.81972° зх. д. (34.369633, -92.819838).  За даними Бюро перепису населення США в 2010 році місто мало площу 22,61 км², з яких 22,43 км² — суходіл та 0,18 км² — водойми.

## Демографія
Згідно з переписом 2010 року, у місті мешкало 10 318 осіб у 3745 домогосподарствах у складі 2325 родин. Густота населення становила 456 осіб/км².  Було 4272 помешкання (189/км²). 
Расовий склад населення:
| - 65,1 % — білих - 29,9 % — чорних або афроамериканців - 0,4 % — корінних американців - 0,4 % — азіатів - 1,7 % — осіб інших рас |

До двох чи більше рас належало 2,5 %. Іспаномовні складали 4,3 % від усіх жителів.
За віковим діапазоном населення розподілялося таким чином: 24,2 % — особи молодші 18 років, 60,8 % — особи у віці 18—64 років, 15,0 % — особи у віці 65 років та старші. Медіана віку мешканця становила 35,6 року. На 100 осіб жіночої статі у місті припадало 109,4 чоловіків;  на 100 жінок у віці від 18 років та старших — 109,8 чоловіків також старших 18 років.
Середній дохід на одне домашнє господарство  становив 37 274 долари США (медіана — 26 667), а середній дохід на одну сім'ю — 45 536 доларів (медіана — 34 792). Медіана доходів становила 31 230 доларів для чоловіків та 25 476 доларів для жінок. За межею бідності перебувало 27,4 % осіб, у тому числі 39,4 % дітей у віці до 18 років та 13,9 % осіб у віці 65 років та старших.
Цивільне працевлаштоване населення становило 3908 осіб. Основні галузі зайнятості: освіта, охорона здоров'я та соціальна допомога — 31,0 %, роздрібна торгівля — 13,8 %, виробництво — 13,7 %.
За даними перепису населення 2000 року в Малверні проживала 9021 особа, 2431 сім'я, налічувалося 3769 домашніх господарств і 4193 житлових будинки. Середня густота населення становила близько 469,8 осіб на один квадратний кілометр. Расовий склад Малверна за даними перепису розподілився таким чином: 68,16 % білих, 28,66 % — чорних або афроамериканців, 0,35 % — корінних американців, 0,29 % — азіатів, 0,07 % — вихідців з тихоокеанських островів, 1,94 % — представників змішаних рас, 0,53 % — інших народів. Іспаномовні склали 1,26 % від усіх жителів міста.
З 3769 домашніх господарств в — виховували дітей віком до 18 років, 44,1 % представляли собою подружні пари, які спільно проживали, в 16,3 % сімей жінки проживали без чоловіків, 35,5 % не мали сімей. 32,2 % від загального числа сімей на момент перепису жили самостійно, при цьому 20,0 % склали самотні літні люди у віці 65 років та старше. Середній розмір домашнього господарства склав 2,33 особи, а середній розмір родини — 2,93 особи.
Середній дохід на одне домашнє господарство в місті склав 27 007 доларів США, а середній дохід на одну сім'ю — 34 563 долара. При цьому осіби мали середній дохід в 27 232 долара США на рік проти 18 929 доларів середньорічного доходу у жінок. Дохід на душу населення в місті склав 14 848 доларів на рік. 15,7 % від усього числа сімей в окрузі і 20,3 % від усієї чисельності населення перебувало на момент перепису населення за межею бідності, при цьому 27,6 % з них були молодші 18 років і 18,4 % — у віці 65 років та старше.

## Історія
Населений пункт був заснований 1870 року як перевалочна станція залізничної компанії «Cairo and Fulton Railroad» та отримав свою назву на честь міста Малверн-Гілл (штат Вірджинія). Селище розташувалося в 34 кілометрах на південь від району підземних гарячих джерел, що розташовані в іншому місті Гот-Спрінгса. 15 жовтня 1878 Малверн офіційно отримало статус адміністративного центру округу Гот-Спрінгса.
До 1874 року пасажири, які слідували до району гарячих джерел в Гот-Спрінгс, спочатку залізницею компанії «Cairo & Fulton» добиралися до станції в Малверн, потім пересідали в диліжанс та їхали протягом одного-двох днів до Гот-Спрінгса. 1874 року чиказький бізнесмен Джозеф Рейнольдс побудував з Малверна в район гарячих джерел вузькоколійну залізницю «Hot Springs Railroad», яка протягом наступних п'ятнадцяти років залишалася єдиною залізничною гілкою в Гот-Спрінгсі. В квітні 1900 року транспортна компанія «Little Rock, Hot Springs & Western Railroad» завершила будівництво магістральних залізничних шляхів з Літл-Рока в Гот-Спрінгс, після чого транзитне сполучення через Малверн до курортної зони джерел виявилося незатребуваним і до 1902 року все пасажирське сполучення до Гот-Спрінгса через залізничну станцію Малверн було припинено.

## Промисловість
Жителі Малверна неофіційно називають місто «світовою цегляною столицею». У самому місті та його околицях розташовані три цегельних заводи та розташовані штаб-квартири декількох великих промислових компаній таких, як Acme Brick, Weyerhaeuser, Borden Chemical, Adams Face Veneer Company Inc, Leggett & Platt, Pactiv Corporation та Grapette International.

## Відомі уродженці та жителі
- Боб Барроу — баскетболіст
- Лаура Бет Клейтон — оперна співачка, мецо-сопрано
- Сьюзен Данн — оперна співачка, лауреат премії Греммі
- Фред Джонс — баскетболіст, член Національної баскетбольної асоціації
- Біллі Боб Торнтон — актор, сценарист, режисер та співак. Народився в Гот-Спрінгсі, виріс в Малверні